# Ercole Nardi
Ercole Nardi (Poggio Mirteto, 1819 – 4 settembre 1892) è stato un archeologo italiano.

## Biografia
Ercole Nardi nacque a Poggio Mirteto nel 1819 dai genitori Angelo Nardi e Genoveffa Alvisini. Il fratello Cesare Nardi fu sindaco di Poggio Mirteto per ventisette anni. Sull'infanzia ed adolescenza di Ercole Nardi si sa decisamente poco, ad eccezione della sua carriera scolastica, infatti, studiò prima a Roma, e poi a Perugia, dove si laureò in medicina. Poco incline alle questioni economiche, si diede allo studio della botanica, della zoologia, nonché della storia e delle tradizioni del proprio paese; si dedicò con impegno all'archeologia, tanto da esser nominato Ispettore onorario della Sovrintendenza ai Beni Archeologici. 
I suoi due manoscritti Ruderi delle ville romano sabine nei dintorni di Poggio Mirteto (1885) e Memorie storiche di Poggio Mirteto danno l'idea della sua passione per la conoscenza del territorio. Si sposò con Lucia Carozza senza però fare alcun figlio, perciò nel suo testamento scrisse che non lasciava nulla ai Nardi, bensì ai nipoti Trincheri: “Nulla lascio ai Nardi ma tutto ai nipoti Trincheri, figli di Clara e Teresio Trincheri". 
In suo onore, il comune di Poggio Mirteto ha dedicato il museo comunale chiamandolo “Museo civico Ercole Nardi". È stato poi costituito anche un "Centro studi Ercole Nardi", a lui è stata dedicata anche una via.

## Opere
Tra le opere scritte da Ercole Nardi la più conosciuta e diffusa è senza dubbio “Ruderi delle ville romano sabine nei dintorni di Poggio Mirteto". 
Il manoscritto originale è conservato nella Biblioteca di Archeologia e Storia dell'Arte di Palazzo Venezia, ristampato poi nel 2010 a cura di Dario Scarpati. Tutta l'opera conta ventidue fascicoli, ognuno dei quali descrive accuratamente una delle ville illustrate e descritte dal Nardi, che a sua volta sono risuddivise in tre itinerari con le relative deviazioni (di seguito riportate):

### Escursione prima
- Bagni di Lucilla: i resti di questa villa romana si trovano nei pressi del comune di Poggio Mirteto.[3], in loc. S. Valentino.
- Ruderi delle Prata nelle Ferrare
- Ruderi delle Murelle
- Villa dei Casoni: ruderi della villa creduta di Varrone. Essa presenta un criptoportico, un ninfeo con nove nicchie, una piscina circolare e i resti delle stanze (è possibile riconoscere un atrio con ai lati quattro cubiculum) e forse anche delle biblioteche
- Ruderi di Monte Vascello

### Escursione seconda
- Ruderi delle Salette
- Ruderi di S. Savino

### Deviazione della seconda escursione
- Ruderi della Valle del Lago
- Ruderi di S. Luigi

### Continuazione della seconda escursione
- Ruderi della Palombara (o Canonicato)
- Ruderi di Colle Stazi e Cairoli
- Ruderi della Vigna Paleani
- Terme di Silla: resti imponenti di quelle che sembrerebbero terme, situate nei pressi del cimitero di Poggio Catino
- Ruderi di Casa-bella
- Ruderi di S. Nicola

### Escursione terza
- Ruderi della Sala: ruderi di una villa romana nel territorio di Montopoli di Sabina

### Deviazione della terza escursione
- Ruderi detti Grottoni-Torrette: resti di una villa romana d'epoca repubblicana nei pressi di Montopoli di Sabina. L'area archeologica comprende i resti di ciò che risulta essere una villa rustica appartenuta tradizionalmente a Caio Asinio Pollione, anche se si conosce solo un'iscrizione funeraria recante il nome di un certo Caio Svetonio Callisto
- Ruderi dell'Oliveto (o Convento)

### Continuazione della terza escursione
- S. Maria in Turano (o Villa Iannuti)
- Ruderi di S. Angelo
- Ruderi di Volpignano: resti di una villa romana con terme

### Allegato
- Castellaccio di Mont'Orso Montorso : consistono in resti di muraglioni reticolati appartenenti ad un edificio alimentato da una grande cisterna.